# Gerhard Hetz

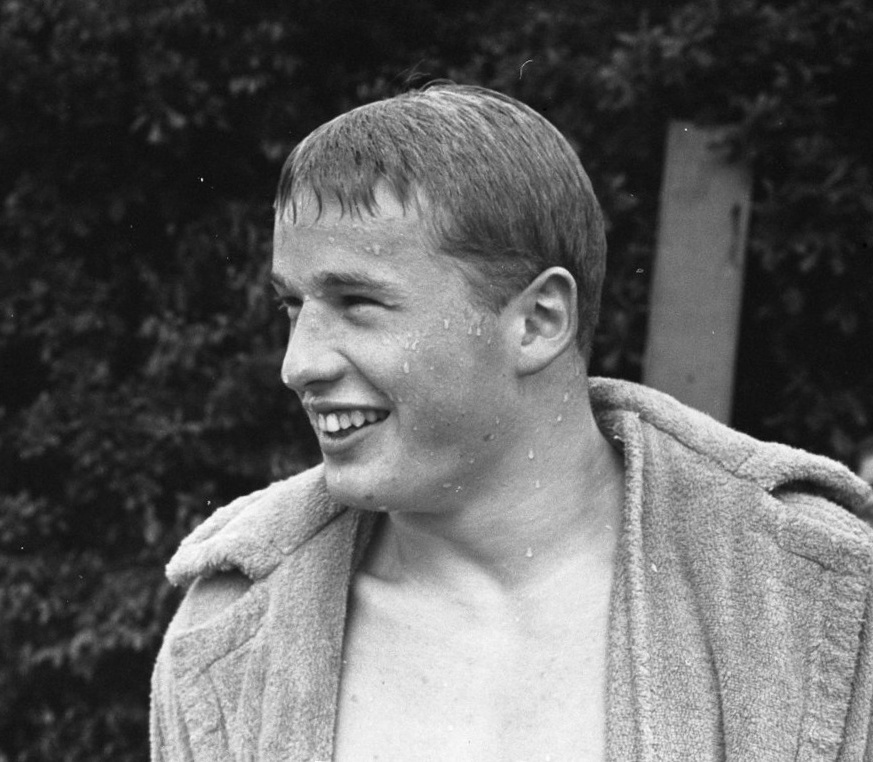
Gerhard Hetz, 1962

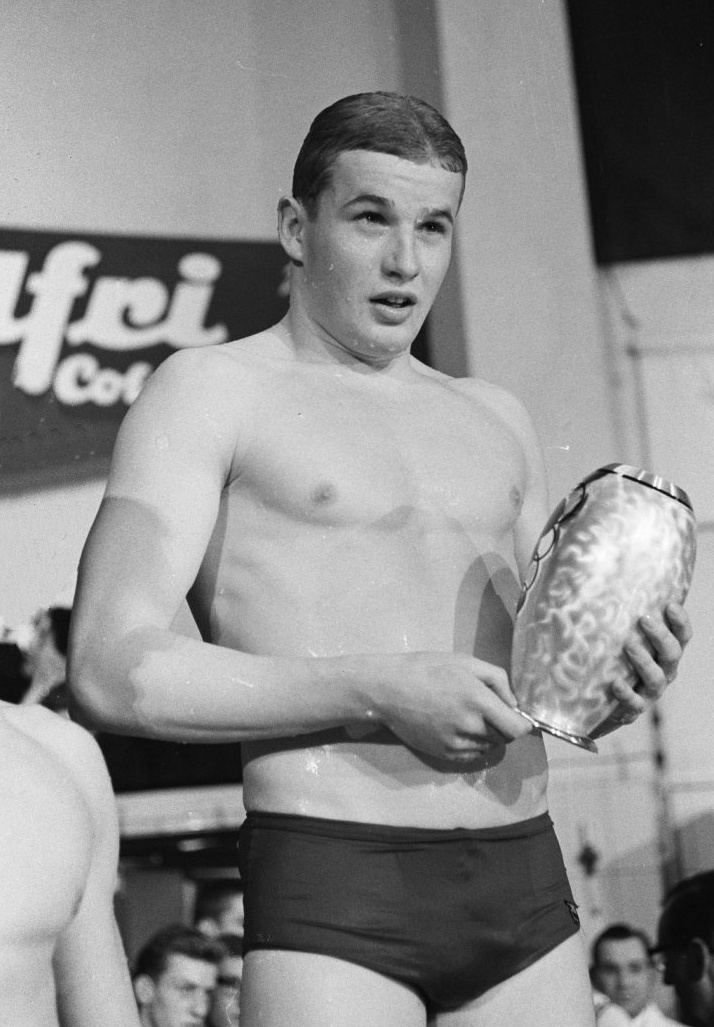
Gerhard Hetz, 1963

Gerhard Hetz (* 13. Juli 1942 in Hof; † 19. Mai 2012 in Barra de Navidad) war ein deutscher Schwimmer und Schwimmtrainer. Er konnte je eine olympische Silber- und Bronzemedaille gewinnen. Während seiner Laufbahn errang er zwei Weltrekorde, elf Europarekorde und 43 deutsche Rekorde. Seine Schützlinge holten bei international bedeutenden Meisterschaften insgesamt 31 Medaillen.

## Erfolge als Schwimmer
Bei den Olympischen Sommerspielen 1964 in Tokio erreichte Hetz über 400 m Lagen die Bronzemedaille hinter den amerikanischen Schwimmern Richard Roth und Roy Saari. In der 4 × 200-m-Freistilstaffel (mit Horst-Günter Gregor, Frank Wiegand und Hans-Joachim Klein) holte er die Silbermedaille hinter der Staffel der USA. Am 24. Mai 1962 (4:53,8 min) und am 12. Oktober 1963 (4:50,2 min) schwamm er Weltrekord über 400 Meter Lagen. vom 13. August 1961 bis zum 13. Oktober 1963 hielt er den Europarekord über 200 Meter Freistil.
In den sechziger Jahren war er in Deutschland der herausragende Schwimmer im Lagen- und Freistilschwimmen. Zwischen 1960 und 1966 holte er insgesamt 27 deutsche Meistertitel. Über 1500 m Freistil war er zwischen 1959 und 1964 in Deutschland unbesiegt. Am 5. August 1962 wurde er mit dem Silbernen Lorbeerblatt ausgezeichnet. 1962 und 1963 wurde er zu Deutschlands Sportler des Jahres gewählt.

## Erfolge als Trainer
Nach seiner Karriere als Schwimmer wurde Hetz Trainer der Schwimmmannschaften von Blau-Weiß Bochum, SSF Bonn (1968–1973) und SV Rhenania Köln (1975–1991). Seine erfolgreichsten Schüler waren Werner Lampe (Olympiadritter 1972 über 200 m Freistil) und Rainer Henkel (Doppelweltmeister 1986 über 400 und 1500 m Freistil). Eines seiner größten Talente war Peter Sitt aus Kerpen, dem Hetz bei den Olympischen Spielen 1988 in Seoul eine Goldmedaille über 200 m Freistil prophezeite. Hetz irrte jedoch, Olympiasieger wurde der Australier Duncan Armstrong in neuer Weltrekordzeit, Michael Groß wurde als bester Deutscher Fünfter und Sitt konnte sich überhaupt nicht für das Finale qualifizieren.
Als Trainer war Hetz nicht unumstritten. Er galt als „Schleifer“, der seine Schützlinge viele Kilometer im Becken trainieren ließ. Auch bei den Funktionären war Hetz nicht immer beliebt; nachdem einer seiner Athleten, Wilfried Kühlem, für die Olympischen Spiele 1984 in Los Angeles nicht nominiert wurde, rief er seine Anwälte. Nach seiner erfolgreichen Zeit als Vereinstrainer wurde er 1997 Trainer am Olympiastützpunkt Köln/Bonn/Leverkusen.

## Privates
Gerhard Hetz lebte bis zu seinem Tod mit seiner Familie in Mexiko und betrieb in Barra de Navidad das „Hotel Delfin“.

## Belege
1. ↑  Sportbericht der Bundesregierung vom 26. September 1973 an den Bundestag - Drucksache 7/1040 - Seite 77
2. ↑  ssfbonn.de: Nachruf: Gerhard Hetz verstorben (Memento vom 24. Dezember 2014 im Internet Archive) (abgerufen am 24. Dezember 2014)
3. ↑  Schwimm-Ikone Gerhard Hetz wurde 60 Jahre alt (Memento vom 27. September 2007 im Internet Archive), News des Schweizerischen Schwimmverbands vom 14. Juli 2002
4. ↑   Ehemaliger Weltrekordler Gerhard Hetz wird 65 Jahre alt (Memento des Originals vom 26. September 2007 im Internet Archive)  Info: Der Archivlink wurde automatisch eingesetzt und noch nicht geprüft. Bitte prüfe Original- und Archivlink gemäß Anleitung und entferne dann diesen Hinweis., Rhein-Main Nachrichten vom 10. Juli 2007
5. ↑  Aus dem Wasser an den Beckenrand, General-Anzeiger Bonn vom 12. Juli 2007
6. ↑  Früherer Hofer Weltrekordler Gerhard Hetz tot Frankenpost Online vom 25. Mai 2012 (abgerufen am 26. Mai 2012)
7. ↑   Webseite des „Hotel Delfin“ (Memento des Originals vom 29. September 2007 im Internet Archive)  Info: Der Archivlink wurde automatisch eingesetzt und noch nicht geprüft. Bitte prüfe Original- und Archivlink gemäß Anleitung und entferne dann diesen Hinweis.

| Personendaten    | Personendaten            |
| ---------------- | ------------------------ |
| NAME             | Hetz, Gerhard            |
| KURZBESCHREIBUNG | deutscher Schwimmer      |
| GEBURTSDATUM     | 13. Juli 1942            |
| GEBURTSORT       | Hof (Saale)              |
| STERBEDATUM      | 19. Mai 2012             |
| STERBEORT        | Barra de Navidad, Mexiko |